# Брандспойт

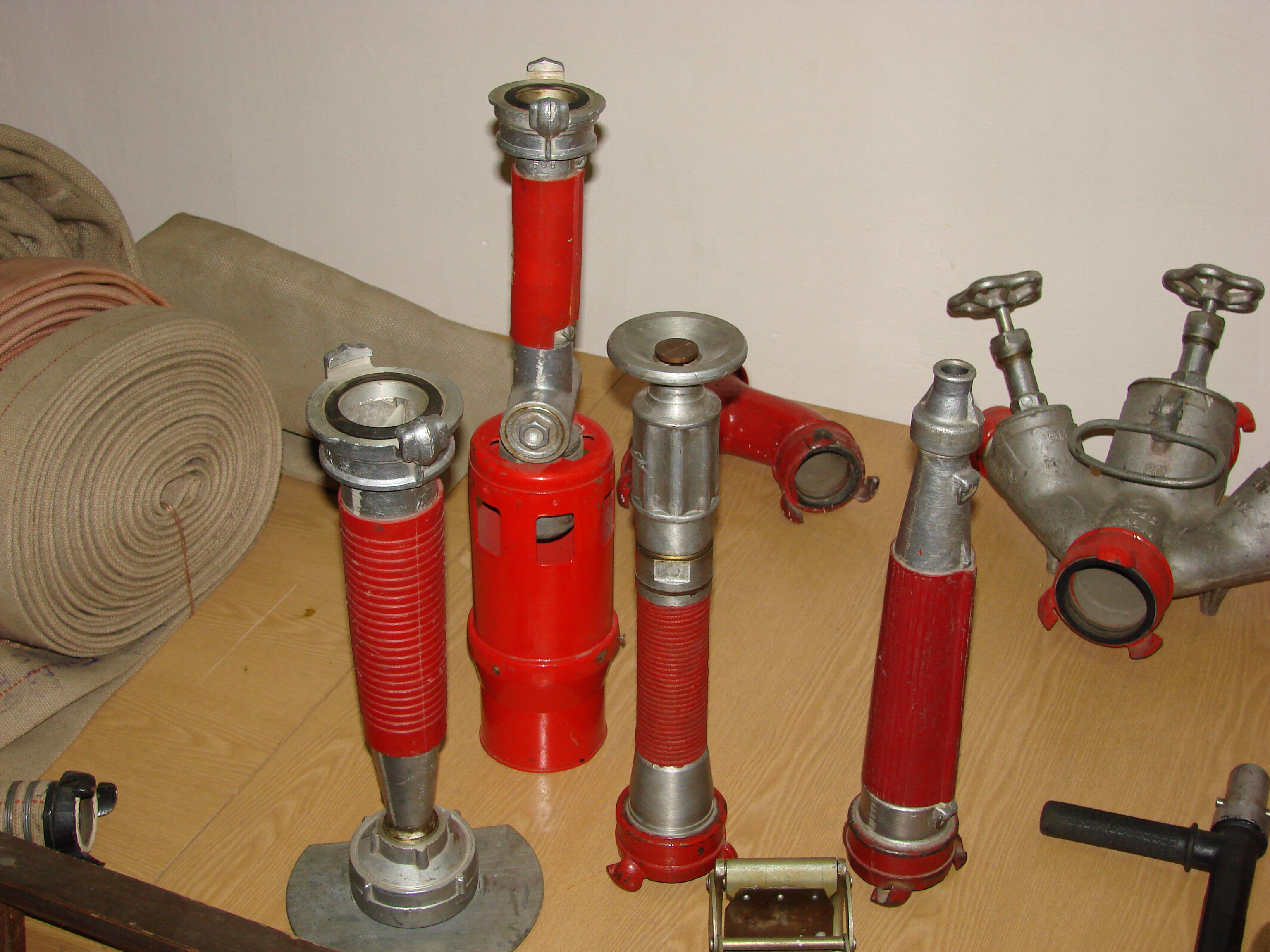
Комплект брандспойтів

Брандспо́йт — термін голландського (нідерландського) походження. Голландське слово «brandspuit» утворено складанням слів «brand» («пожежа») і «spuit» («поливальна труба»). Може уживатися у двох значеннях:
1. Брандспойт (пожежний ствол) — металевий, конічної форми наконечник гнучкого пожежного рукава, призначений для створення щільного водяного струменя і спрямування його в потрібному напрямі.
2. Брандспойт — переносна помпа (невеликий ручний насос) на суднах для гасіння пожеж, накачування води тощо.